# Big Brother (programa de televisión alemán)
Big Brother es un programa televisión transmitido por primera vez en Sat.1 el 28 de febrero de 2000. Es la versión alemana del reality show Gran hermano. Siguiendo la premisa de otras versiones del formato, el programa siguió a varios concursantes, conocidos como compañeros de casa, que son aislado del mundo exterior durante un período prolongado de tiempo en una casa hecha a la medida. Cada semana, uno de los compañeros de casa es eliminado, y el último compañero de casa restante gana un premio en efectivo.

## Producción
La primera temporada se estrenó el 28 de febrero de 2000 y estuvo al aire durante once temporadas en RTL Zwei (anteriormente como RTL 2 y RTL II) antes de que la cadena lo cancelara en septiembre de 2011. El programa regresó el 22 de septiembre de 2015 en Sixx, durante una temporada. Después de una pausa de cinco años, Sat.1 reinició la transmisión del programa el 10 de febrero de 2020.
El programa también contó con una transmisión en vivo las 24 horas, en la que los fanáticos podían ver el interior de la casa en cualquier momento en el canal pago alemán Premiere y Sky hasta la duodécima temporada. Sin embargo, en la iteración Sat.1 del programa, no se ofreció transmisión en vivo las 24 horas desde el interior de la casa.
Después de una pausa de dos años, Sat.1 compró y renovó el programa como Promi Big Brother, la primera versión para celebridades de la versión alemana, y la primera temporada se estrenó el 13 de septiembre de 2013. Cindy aus Marzahn y Oliver Pocher fueron anunciados como los nuevos presentadores del programa revivido en agosto de 2013. Jochen Schropp presenta el programa desde la temporada 2. Desde la temporada 6, Schropp y Marlene Lufen presentan el programa juntos. .

## Temporadas
| Temp. | Temp. | Episodios | Transmisión              | Transmisión              | Días | Concursantes | Ganador              | Porcentaje Final |
| Temp. | Temp. | Episodios | Inicio                   | Final                    | Días | Concursantes | Ganador              | Porcentaje Final |
| ----- | ----- | --------- | ------------------------ | ------------------------ | ---- | ------------ | -------------------- | ---------------- |
|       | 1     | 116       | 28 de febrero de 2000    | 9 de junio de 2000       | 103  | 13           | John Milz            | 50.4%            |
|       | 2     | 112       | 16 de septiembre de 2000 | 30 de diciembre de 2000  | 106  | 17           | Alida Kurras         | 73.13%           |
|       | 3     | 108       | 27 de enero de 2001      | 12 de mayo de 2001       | 106  | 13           | Karina Schreiber     | 55.16%           |
|       | 4     | 111       | 31 de marzo de 2003      | 7 de julio de 2003       | 99   | 19           | Jan Geilhufe         | 57.4%            |
|       | 5     | 419       | 2 de marzo de 2004       | 1 de marzo de 2005       | 365  | 59           | Sascha Sirtl         | 52.53%           |
|       | 6     | 369       | 1 de marzo de 2005       | 26 de febrero de 2006    | 363  | 59           | Michael Knopf        | 52%              |
|       | 7     | 156       | 5 de febrero de 2007     | 7 de julio de 2007       | 148  | 17           | Michael Carstensen   | 57.6%            |
|       | 8     | 186       | 7 de enero de 2008       | 7 de julio de 2008       | 183  | 25           | Silke "Isi" Kaufmann | 54.6%            |
|       | 9     | 211       | 8 de diciembre de 2008   | 6 de julio de 2009       | 211  | 30           | Daniel Schöller      | 55.0%            |
|       | 10    | 220       | 11 de enero de 2010      | 9 de agosto de 2010      | 211  | 32           | Timo Grätsch         | 75.2%            |
|       | 11    | 153       | 2 de mayo de 2011        | 12 de septiembre de 2011 | 134  | 22           | Rayo di Sole         | 53.9%            |
|       | 12    | 92        | 22 de septiembre de 2015 | 22 diciembre 2015        | 92   | 18           | Lusy Skaya           | 54.0%            |
|       | 13    | 85        | 10 febrero 2020          | 18 mayo 2020             | 99   | 18           | Cedric Beidinger     | –                |

## Big Brother (2000) – temporada 1
El 28 de febrero de 2000 comenzó la primera edición de Gran hermano en Alemania bajo el nombre de Big Brother. Diez fueron los concursantes que entraron a la casa ubicada en Colonia para vivir 103 días dentro. Hubo 4 abandonos voluntarios, pero solo entraron 3 reservas para suplantarlos. La final fue el 9 de junio de 2000 donde llegaron sólo 3 personas y John Milz fue quien se coronó campeón en la primera edición alemana del programa.

### Concursantes
| Concursante       | Edad    | Duración | Información  |
| ----------------- | ------- | -------- | ------------ |
| John Milz         | 26 años | 102 días | Ganador      |
| Jürgen Franke     | 36 años | 102 días | 2º finalista |
| Andrea Singh      | 34 años | 102 días | 3ª finalista |
| Sabrina Lange     | 32 años | 39 días  | 7ª expulsada |
| Verena Malta      | 28 años | 13 días  | 6ª expulsada |
| Alex Jolig        | 37 años | 69 días  | 5º expulsado |
| Kerstin Klinz     | 26 años | 55 días  | Abandonó     |
| Manuela Schick    | 23 años | 55 días  | 4ª expulsada |
| Jona Klein        | 20 años | 47 días  | Abandono     |
| Zlatko Trpkovski  | 24 años | 41 días  | 3º expulsado |
| Jana Orban        | 24 años | 27 días  | 2º expulsada |
| Thomas            | 23 años | 13 días  | 1º expulsado |
| Despina Eftimescu | 29 años | 6 días   | Abandonó     |

### Tabla de nominaciones
|               | #1                   | #2                   | #3                   | #4                        | #5                   | #6                     | #7                      | #8                                              |
| ------------- | -------------------- | -------------------- | -------------------- | ------------------------- | -------------------- | ---------------------- | ----------------------- | ----------------------------------------------- |
| John          | Despina Zlatko       | Jana Andrea          | Jürgen Zlatko        | Kerstin Manuela           | Jürgen Sabrina       | Jürgen Verena          | Andrea Sabrina          | Ganador                                         |
| Jürgen        | Despina Thomas       | Jona John            | Alex Manuela         | Kerstin Manuela           | Alex Sabrina         | John Verena            | Andrea Sabrina          | 2º Finalista                                    |
| Andrea        | Despina Thomas       | Jona Zlatko          | Manuela Kerstin      | Kerstin Manuela           | Alex Jürgen          | Jürgen Verena          | John Jürgen             | 3r Finalista                                    |
| Sabrina       | No estaba en la casa | No estaba en la casa | No estaba en la casa | No estaba en la casa      | Alex John            | John Verena            | Andrea John             | Expulsada (Día 97)                              |
| Verena        | No estaba en la casa | No estaba en la casa | No estaba en la casa | No estaba en la casa      | No estaba en la casa | John Jürgen            | Expulsada (Día 83)      | Expulsada (Día 83)                              |
| Alex          | Despina Zlatko       | Jana Jürgen          | Jürgen Zlatko        | Andrea Jürgen             | Jürgen Sabrina       | Expulsado (Día 69)     | Expulsado (Día 69)      | Expulsado (Día 69)                              |
| Kerstin       | Andrea Despina       | Jana Jürgen          | Jürgen Zlatko        | Andrea Jürgen             | Abandonó (Day 55)    | Abandonó (Day 55)      | Abandonó (Day 55)       | Abandonó (Day 55)                               |
| Manuela       | Despina Jana         | Jana Zlatko          | Jürgen Zlatko        | Andrea Jürgen             | Expulsada (Día 55)   | Expulsada (Día 55)     | Expulsada (Día 55)      | Expulsada (Día 55)                              |
| Jona          | No estaba en la casa | Alex Jana            | Alex Jürgen          | Abandonó (Día 47)         | Abandonó (Día 47)    | Abandonó (Día 47)      | Abandonó (Día 47)       | Abandonó (Día 47)                               |
| Zlatko        | Despina Thomas       | Jona John            | Kerstin Manuela      | Expulsado (Día 41)        | Expulsado (Día 41)   | Expulsado (Día 41)     | Expulsado (Día 41)      | Expulsado (Día 41)                              |
| Jana          | Despina Zlatko       | Jona John            | Expulsada (Día 27)   | Expulsada (Día 27)        | Expulsada (Día 27)   | Expulsada (Día 27)     | Expulsada (Día 27)      | Expulsada (Día 27)                              |
| Thomas        | Despina Zlatko       | Expulsado (Día 13)   | Expulsado (Día 13)   | Expulsado (Día 13)        | Expulsado (Día 13)   | Expulsado (Día 13)     | Expulsado (Día 13)      | Expulsado (Día 13)                              |
| Despina       | Despina Thomas       | Abandonó (Día 6)     | Abandonó (Día 6)     | Abandonó (Día 6)          | Abandonó (Día 6)     | Abandonó (Día 6)       | Abandonó (Día 6)        | Abandonó (Día 6)                                |
| Nominados     | Thomas Zlatko        | Jana Jona            | Jürgen Zlatko        | Andrea Kerstin Manuela    | Alex Jürgen          | John Jürgen Verena     | Andrea John Sabrina     | Andrea John Jürgen                              |
| Expulsados    | Thomas 53%           | Jana 63%             | Zlatko 58.5%         | Manuela 51.7%             | Alex 61%             | Verena 77.6%           | Sabrina 61.4%           | Andrea 11.7% (out of 3) Jürgen 49.6% (out of 2) |
| No-Expulsados | Zlatko               | Jona                 | Jürgen               | Kerstin 40.5% Andrea 7.8% | Jürgen               | John 13.9% Jürgen 8.5% | John 20.2% Andrea 18.4% | John 50.4%                                      |

## Big Brother (2000) – temporada 2
Después del éxito de la primera edición de Big Brother en Alemania, comienza la segunda edición luego de tres meses de espera: el 16 de septiembre de 2000. Esta vez fueron 12 los concursantes que entraron a la casa más famosa de ese país, dos concursantes más, y en las nominaciones hubo un pequeño cambio, el público también podía votar en las nominaciones. Esta edición duró 106 días, 3 días más que la primera edición y el ganador no fue un chico, sino una chica, Alida Kurras, la 3ª mujer en ganar un Gran hermano. La final se llevó a cabo el 30 de diciembre de 2000.

### Concursantes
- Alida Kurras (23 años) [16/09/2000 - 30/12/2000]
- Harry (Harald) Schmidt (40 años) [16/09/2000 - 30/12/2000]
- Frank Röthen (28 años) [16/09/2000 - 30/12/2000]
- Alex Melchior (26 años) [18/11/2000 - 28/12/2000]
- Ebru Kayman (23 años) [16/09/2000 - 26/12/2000]
- Linda Traber (29 años) [18/11/2000 - 23/12/2000]
- Lillian Khadrawi (23 años) [18/11/2000 - 09/12/2000]
- Walter Unterweger (23 años) [16/09/2000 - 25/11/2000]
- Daniela Benguerich (31 años) [16/09/2000 - 18/11/2000]
- Karim Benguerich (28 años) [16/09/2000 - 18/11/2000]
- Marion Unseld (28 años) [16/09/2000 - 30/09/2000 | 24/10/2000 - 14/11/2000]
- Hanka Rackwitz (31 años) [16/09/2000 - 11/11/2000]
- Biwi (Christian) Mittermeier (37 años) [17/10/2000 - 28/10/2000]
- Jörg Schulz (31 años) [16/09/2000 - 24/10/2000]
- Christian Möllmann (28 años) [16/09/2000 - 17/10/2000]
- Stefanie Juhrke (33 años) [16/09/2000 - 14/10/2000]

### Tabla de nominaciones
|                 | #1                | #2                 | #3                        | #4                          | #5                  | #6                     | #7               | #8                          | #9                     | FINAL                                          |                  |
| --------------- | ----------------- | ------------------ | ------------------------- | --------------------------- | ------------------- | ---------------------- | ---------------- | --------------------------- | ---------------------- | ---------------------------------------------- | ---------------- |
| Alida           | Christian Marion  | Christian Stefanie | Biwi Walter               | Daniela Marion              | Harry Walter        | Alex Lilian            | Alex Linda       | No nominations              | No nominations         | Winner                                         |                  |
| Harry           | Christian Marion  | Stefanie Walter    | Jörg Walter               | Hanka Walter                | Frank Walter        | Lillian Ebru           | Alex Linda       | No nominations              | No nominations         | Runner up                                      |                  |
| Frank           | Christian Marion  | Christian Stefanie | Biwi Hanka                | Ebru Marion                 | Harry Walter        | Lillian Linda          | Alex Linda       | No nominations              | No nominations         | Third place                                    |                  |
| Alex            | Not in the house  | Not in the house   | Not in the house          | Not in the house            | Not in the house    | Harry Linda            | Frank Linda      | No nominations              | No nominations         | Evicted (Day 103)                              |                  |
| Ebru            | Christian Marion  | Frank Stefanie     | Biwi Jörg                 | Daniela Hanka               | Frank Harry         | Alex Linda             | Alex Linda       | No nominations              | Evicted (Day 102)      | Evicted (Day 102)                              |                  |
| Linda           | Not in the house  | Not in the house   | Not in the house          | Not in the house            | Not in the house    | Alex Lillian           | Alex Frank       | Evicted (Day 98)            | Evicted (Day 98)       | Evicted (Day 98)                               |                  |
| Lillian         | Not in the house  | Not in the house   | Not in the house          | Not in the house            | Not in the house    | Frank Harry            | Evicted (Day 84) | Evicted (Day 84)            | Evicted (Day 84)       | Evicted (Day 84)                               |                  |
| Walter          | Christian Daniela | Christian Karim    | Biwi Daniela              | Daniela Hanka               | Frank Harry         | Evicted (Day 70)       | Evicted (Day 70) | Evicted (Day 70)            | Evicted (Day 70)       | Evicted (Day 70)                               |                  |
| Daniela         | Frank Walter      | Stefanie Walter    | Biwi Jörg                 | Marion Walter               | Walked (Day 63)     | Walked (Day 63)        | Walked (Day 63)  | Walked (Day 63)             | Walked (Day 63)        | Walked (Day 63)                                |                  |
| Karim           | Christian Marion  | Stefanie Walter    | Hanka Walter              | Marion Walter               | Walked (Day 63)     | Walked (Day 63)        | Walked (Day 63)  | Walked (Day 63)             | Walked (Day 63)        | Walked (Day 63)                                |                  |
| Marion          | Christian Frank   | Evicted (Day 14)   | Evicted (Day 14)          | Frank Karim                 | Walked (Day 59)     | Walked (Day 59)        | Walked (Day 59)  | Walked (Day 59)             | Walked (Day 59)        | Walked (Day 59)                                |                  |
| Hanka           | Christian Marion  | Christian Karim    | Biwi Walter               | Marion Walter               | Evicted (Day 56)    | Evicted (Day 56)       | Evicted (Day 56) | Evicted (Day 56)            | Evicted (Day 56)       | Evicted (Day 56)                               |                  |
| Biwi            | Not in the house  | Not in the house   | Daniela Jörg              | Evicted (Day 42)            | Evicted (Day 42)    | Evicted (Day 42)       | Evicted (Day 42) | Evicted (Day 42)            | Evicted (Day 42)       | Evicted (Day 42)                               | Evicted (Day 42) |
| Jörg            | Christian Marion  | Christian Karim    | Biwi Karim                | Walked (Day 38)             | Walked (Day 38)     | Walked (Day 38)        | Walked (Day 38)  | Walked (Day 38)             | Walked (Day 38)        | Walked (Day 38)                                | Walked (Day 38)  |
| Christian       | Hanka Stefanie    | Hanka Stefanie     | Walked (Day 31)           | Walked (Day 31)             | Walked (Day 31)     | Walked (Day 31)        | Walked (Day 31)  | Walked (Day 31)             | Walked (Day 31)        | Walked (Day 31)                                | Walked (Day 31)  |
| Stefanie        | Christian Marion  | Christian Karim    | Evicted (Day 28)          | Evicted (Day 28)            | Evicted (Day 28)    | Evicted (Day 28)       | Evicted (Day 28) | Evicted (Day 28)            | Evicted (Day 28)       | Evicted (Day 28)                               | Evicted (Day 28) |
| Audience        | Christian 64%     | Stefanie 76%       | Hanka 60.79%              | Hanka 39.02%                | Ebru 59.33%         | Ebru 77.49%            | Ebru 49.01%      | automatic nominations       | automatic nominations  | no nominations                                 |                  |
| Up for eviction | Christian Marion  | Christian Stefanie | Biwi Jörg (walked) Walter | Hanka Marion Walter         | Frank Harry Walter  | Alex Lillian Linda     | Alex Linda       | Alex Alida Ebru Frank Harry | Alex Alida Frank Harry | Alida Frank Harry                              |                  |
| Evicted         | Marion 55.07%     | Stefanie 90.87%    | Biwi 67.03%               | Hanka 44%                   | Walter 57%          | Lillian 41.3%          | Linda 63%        | Ebru 63%                    | Alex 57%               | Frank 7.02% (out of 3) Harry 26.87% (out of 2) |                  |
| Non Evicted     | Christian 44.93%  | Christian 9.13%    | Walter 32.97%             | Walter 29.03% Marion 27.08% | Harry 33% Frank 10% | Alex 29.4% Linda 29.3% | Alex 37%         | Alex Alida Frank Harry      | Alida Frank Harry      | Alida 73.13%                                   |                  |

## Big Brother (2001) – temporada 3
Solamente 28 días después de terminar la segunda edición, comienza la tercera edición el 27 de enero de 2001. Nuevamente los concursantes vivieron 106 días en la casa y fueron 12 los concursantes que entraron a la casa de Alemania. Luego de 9 eliminaciones, solo 3 personas llegaron a la gran final el 12 de mayo de 2001 y nuevamente una mujer fue la ganadora, esta vez Karina Schreiber fue la gran ganadora.

### Concursantes
- Karina Schreiber (26 años) [27/01/2001 - 12/05/2001]
- Medy Hussein (36 años) [27/01/2001 - 12/05/2001]
- Wulf Piazolo (26 años) [27/01/2001 - 12/05/2001]
- Tajana Dietrich (28 años) [27/01/2001 - 10/05/2001]
- Cornelius Schmitz (24 años) [27/01/2001 - 08/05/2001]
- Thomas Hoffmarck (34 años) [20/03/2001 - 28/04/2001]
- Katja (24 años) [27/01/2001 - 21/04/2001]
- Ana-Marija Sokolovic (27 años) [17/03/2001 - 07/04/2001]
- Huy-Hoang Nguyen (24 años) [27/01/2001 - 24/03/2001]
- Silvia Leder (29 años) [27/01/2001 - 17/03/2001]
- Anja Kerser (27 años) [27/01/2001 - 13/03/2001]
- Michael (23 años) [27/01/2001 - 10/03/2001]
- Jörg Heid (32 años) [27/01/2001 - 24/02/2001]
- Nicole Bartsch (25 años) [27/01/2001 - 10/02/2001]

## Big Brother (2003) – temporada 4
Tras un leve parón RTL 2 volvió a apostar por la cuarta edición de Big Brother con la construcción de una nueva casa y con un nuevo eslogan: Big Brother: The Battle. La novedad de esta edición es que la casa fue subdividida en dos: una parte se denominó Casa Rica y la otra la Casa Pobre.

### Concursantes
- Los finalistas: Jan (ganador), Nadja (finalista), Holger (tercer lugar) y Gabriel (cuarto lugar).
- Expulsados: Botho-Kay, Carla, Clemens, Gabriella, Hella, Kai, Khadra, Larissa, Lucie, Nadine, Petra, Sava & Ulf.
- Abandonos voluntarios: Marc & Michel.

### Tabla de nominaciones
|           | #1                 | #2                   | #3                                | #4                                | #5                               | #6                               | #7               | #8               | #9               | #10              | #11              | #12              | #13              | #14              | FINAL                                  |
| Jan       | No nominations     | No nominations       | No nominations                    | No nominations                    | No nominations                   | No nominations                   | Petra            | Lucie            | Holger           | Lucie            | Kai              | Kai              | Holger           | Gabriel          | Winner                                 |
| Nadja     | No nominations     | No nominations       | No nominations                    | No nominations                    | No nominations                   | No nominations                   | Petra            | Lucie            | Holger           | Holger           | Holger           | Kai              | Holger           | Gabriel          | Runner-up                              |
| Holger    | Not in the house   | Not in the house     | Not in the house                  | No nominations                    | No nominations                   | No nominations                   | Petra            | Lucie            | Lucie            | Lucie            | Nadja            | Nadja            | Nadja            | Nadine           | 3rd Place                              |
| Gabriel   | Not in the house   | Not in the house     | Not in the house                  | Not in the house                  | Not in the house                 | No nominations                   | Sava             | Botho            | Clemens          | Sava             | Hella            | Sava             | Sava             | Nadine           | 4th Place                              |
| Nadine    | No nominations     | No nominations       | No nominations                    | No nominations                    | No nominations                   | No nominations                   | Clemens          | Botho            | Clemens          | Hella            | Hella            | Sava             | Sava             | Jan              | Evicted (Day 92)                       |
| Sava      | Not in the house   | No nominations       | No nominations                    | No nominations                    | No nominations                   | No nominations                   | Clemens          | Botho            | Clemens          | Gabriel          | Nadine           | Nadine           | Gabriel          | Evicted (Day 92) | Evicted (Day 92)                       |
| Kai       | Not in the house   | No nominations       | No nominations                    | No nominations                    | No nominations                   | No nominations                   | Petra            | Lucie            | Lucie            | Lucie            | Nadja            | Nadja            | Evicted (Day 85) | Evicted (Day 85) | Evicted (Day 85)                       |
| Hella     | Not in the house   | Not in the house     | Not in the house                  | Not in the house                  | No nominations                   | No nominations                   | Botho            | Botho            | Clemens          | Gabriel          | Nadine           | Evicted (Day 78) | Evicted (Day 78) | Evicted (Day 78) | Evicted (Day 78)                       |
| Lucie     | Not in the house   | Not in the house     | Not in the house                  | Not in the house                  | Not in the house                 | No nominations                   | Petra            | Kai              | Nadja            | Kai              | Evicted (Day 71) | Evicted (Day 71) | Evicted (Day 71) | Evicted (Day 71) | Evicted (Day 71)                       |
| Clemens   | Not in the house   | Not in the house     | Not in the house                  | No nominations                    | No nominations                   | No nominations                   | Nadine           | Botho            | Sava             | Evicted (Day 64) | Evicted (Day 64) | Evicted (Day 64) | Evicted (Day 64) | Evicted (Day 64) | Evicted (Day 64)                       |
| Botho     | Not in the house   | Not in the house     | Not in the house                  | Not in the house                  | Not in the house                 | No nominations                   | Sava             | Sava             | Evicted (Day 57) | Evicted (Day 57) | Evicted (Day 57) | Evicted (Day 57) | Evicted (Day 57) | Evicted (Day 57) | Evicted (Day 57)                       |
| Petra     | Not in the house   | Not in the house     | Not in the house                  | Not in the house                  | No nominations                   | No nominations                   | Lucie            | Evicted (Day 50) | Evicted (Day 50) | Evicted (Day 50) | Evicted (Day 50) | Evicted (Day 50) | Evicted (Day 50) | Evicted (Day 50) | Evicted (Day 50)                       |
| Kadhra    | No nominations     | No nominations       | No nominations                    | No nominations                    | No nominations                   | No nominations                   | Evicted (Day 42) | Evicted (Day 42) | Evicted (Day 42) | Evicted (Day 42) | Evicted (Day 42) | Evicted (Day 42) | Evicted (Day 42) | Evicted (Day 42) | Evicted (Day 42)                       |
| Ulf       | No nominations     | No nominations       | No nominations                    | No nominations                    | No nominations                   | Evicted (Day 36)                 | Evicted (Day 36) | Evicted (Day 36) | Evicted (Day 36) | Evicted (Day 36) | Evicted (Day 36) | Evicted (Day 36) | Evicted (Day 36) | Evicted (Day 36) | Evicted (Day 36)                       |
| Larissa   | Not in the house   | Not in the house     | No nominations                    | No nominations                    | Evicted (Day 29)                 | Evicted (Day 29)                 | Evicted (Day 29) | Evicted (Day 29) | Evicted (Day 29) | Evicted (Day 29) | Evicted (Day 29) | Evicted (Day 29) | Evicted (Day 29) | Evicted (Day 29) | Evicted (Day 29)                       |
| Carla     | Not in the house   | Not in the house     | No nominations                    | Evicted (Day 22)                  | Evicted (Day 22)                 | Evicted (Day 22)                 | Evicted (Day 22) | Evicted (Day 22) | Evicted (Day 22) | Evicted (Day 22) | Evicted (Day 22) | Evicted (Day 22) | Evicted (Day 22) | Evicted (Day 22) | Evicted (Day 22)                       |
| Gabriella | No nominations     | No nominations       | Evicted (Day 15)                  | Evicted (Day 15)                  | Evicted (Day 15)                 | Evicted (Day 15)                 | Evicted (Day 15) | Evicted (Day 15) | Evicted (Day 15) | Evicted (Day 15) | Evicted (Day 15) | Evicted (Day 15) | Evicted (Day 15) | Evicted (Day 15) | Evicted (Day 15)                       |
| Marc      | No nominations     | Walked (Day 7)       | Walked (Day 7)                    | Walked (Day 7)                    | Walked (Day 7)                   | Walked (Day 7)                   | Walked (Day 7)   | Walked (Day 7)   | Walked (Day 7)   | Walked (Day 7)   | Walked (Day 7)   | Walked (Day 7)   | Walked (Day 7)   | Walked (Day 7)   | Walked (Day 7)                         |
| Michel    | No nominations     | Walked (Day 5)       | Walked (Day 5)                    | Walked (Day 5)                    | Walked (Day 5)                   | Walked (Day 5)                   | Walked (Day 5)   | Walked (Day 5)   | Walked (Day 5)   | Walked (Day 5)   | Walked (Day 5)   | Walked (Day 5)   | Walked (Day 5)   | Walked (Day 5)   | Walked (Day 5)                         |
| --------- | ------------------ | -------------------- | --------------------------------- | --------------------------------- | -------------------------------- | -------------------------------- | ---------------- | ---------------- | ---------------- | ---------------- | ---------------- | ---------------- | ---------------- | ---------------- | -------------------------------------- |
| Evicted   | Eviction Cancelled | Gabriella 25.9%      | Carla 34.8%                       | Larissa 31.8%                     | Ulf 35.6%                        | Kadhra 31.2%                     | Petra 70.9%      | Botho 66.5%      | Clemens 52.9%    | Lucie 72.2%      | Hella 58.7%      | Kai 75.5%        | Sava 59.4%       | Nadine 77.1%     | Gabriel 14.6% Holger 21.5% Nadja 42.6% |
| Survived  | Eviction Cancelled | Ulf 23.6% & the rest | Ulf 16.1% Khadra 13.8% & the rest | Ulf 22.5% Khadra 20.5% & the rest | Khadra 25.4% Petra 14.4% Kai 5.6 | Petra 21.2% Kai 12.6% & the rest | Clemens 29.1%    | Lucie 33.5%      | Holger 47.1%     | Gabriel 27.8%    | Nadja 41.3%      | Sava 24.5%       | Holger 40.6%     | Gabriel 22.9%    | Jan 57.4%                              |
| Abandonos | Michel Marc        | none                 | none                              | none                              | none                             | none                             | none             | none             | none             | none             | none             | none             | none             | none             | none                                   |

## Big Brother (2004–2005) – temporada 5
Big Brother volvió con el mayor reto de la historia de la televisión, encerrar a un grupo de personas por un año completo.

### Concursantes
- Los finalistas: Sascha Sirtl (ganador) y Franziska (finalista).
- Expulsados: Alessandro, Ali, Carsten, Christian, Daniela, Doreen, Elisabeth, Eric, Geraldine, Heiko, Isabel, Jeannine, Jennifer Bové, Jennifer Strese, Jerry, Jupp, Kader, Katrin, Lelo, Marcus, Mario, Mark, Maxine, Michael Homula, Michele, Nadine, Nadja, Natalie, Nicole Hansen, Patricia, Peggy, Rolf, Sandra Liesenfeld, Sascha Meder, Silvia, Thomas, Toni y Zoya.
- Abandonos voluntarios: Achim, Franco, Frank, Ilkay, Karim, Kay, Lydija, Nicole Beifuß, Paco, Petra, Ramona, Sandra Ratzel, Serhat, Silvana, Solveigh, Susanne y Volkmar.
- Eliminados: Michael R y Miriam.

## Big Brother (2007) – temporada 7

### Tabla de nominaciones
|                  | Week 1                  | Round 1            | Round 2                | Round 3                            | Round 4            | Round 5              | Round 6                | Round 7              | Round 8             | Round 9                        | Round 10             | Round 11 Final                     | Round 11 Final                     |                  |
| ---------------- | ----------------------- | ------------------ | ---------------------- | ---------------------------------- | ------------------ | -------------------- | ---------------------- | -------------------- | ------------------- | ------------------------------ | -------------------- | ---------------------------------- | ---------------------------------- | ---------------- |
| Michael          | Sonja                   | Anna               | Ines                   | Ines                               | Ines               | 56pts (5th)          | Oliver                 | Eddy Sonja9          | Janine              | Eddy                           | Janine               | Winner (Day 148)                   | Winner (Day 148)                   |                  |
| Sonja            | Jeannine                | Jeannine           | Ines                   | Oliver                             | -                  | 80pts (1st)          | Michael                | Knubbel Doreen9      | Janine              | Janine                         | Janine               | 2nd place (Day 148)                | 2nd place (Day 148)                |                  |
| Kathrin          | Eddy                    | Anna               | Ines                   | Walked (Day 56)                    | Walked (Day 56)    | Walked (Day 56)      | Knubbel                | Michael Janine9      | Knubbel             | Eddy                           | Knubbel              | 3rd place (Day 148)                | 3rd place (Day 148)                |                  |
| Leon             | Christian               | Anna               | Ines                   | Natasha                            | Ines               | 51pts (7th)          | Basti                  | Eddy Basti9          | Basti               | Eddy                           | Knubbel              | 4th place (Day 148)                | 4th place (Day 148)                |                  |
| Knubbel          | Not in house            | Not in house       | Not in house           | Eddy                               | -                  | 35pts (10th)         | Michael                | Eddy Janine9         | Kathrin             | Janine                         | Kathrin              | 5th place (Day 148)                | 5th place (Day 148)                |                  |
| Janine           | Not in house            | Not in house       | Not in house           | Not in house                       | Not in house       |                      | Knubbel                | Eddy Michael9        | Basti               | Eddy                           | Sonja                | Evicted (Day 141)                  | Evicted (Day 141)                  |                  |
| Eddy             | Kathrin                 | Banned3            | Ines                   | Ines                               | -                  | 67pts (3rd)          | Michael Oliver8        | Michael Doreen9      | Leon                | Janine                         | Evicted (Day 127)    | Evicted (Day 127)                  | Evicted (Day 127)                  |                  |
| Basti            | Anna                    | Banned3            | Ines                   | Natasha                            | Oliver6            | 72pts (2nd)          | Michael                | Leon Doreen9         | Leon                | Evicted (Day 120)              | Evicted (Day 120)    | Evicted (Day 120)                  | Evicted (Day 120)                  |                  |
| Doreen           | Not in house            | Not in house       | Not in house           | Natasha                            | -                  | 43pts (9th)          | Knubbel                | Eddy Basti9          | Evicted (Day 106)   | Evicted (Day 106)              | Evicted (Day 106)    | Evicted (Day 106)                  | Evicted (Day 106)                  |                  |
| Oliver           | Christian Leon1         | Basti              | Leon                   | Leon                               | -                  | 53pts (6th)          | Michael                | Evicted (Day 92)     | Evicted (Day 92)    | Evicted (Day 92)               | Evicted (Day 92)     | Evicted (Day 92)                   | Evicted (Day 92)                   |                  |
| Sinan            | Not in house            | Sheila2            | Leon                   | Natasha                            | -                  | 46pts (8th)          | Evicted (Day 78)       | Evicted (Day 78)     | Evicted (Day 78)    | Evicted (Day 78)               | Evicted (Day 78)     | Evicted (Day 78)                   | Evicted (Day 78)                   |                  |
| Sheila           | Christian               | Kathrin            | Ines                   | Ines                               | -                  | 57pts (4th)          | Walked (Day 71)        | Walked (Day 71)      | Walked (Day 71)     | Walked (Day 71)                | Walked (Day 71)      | Walked (Day 71)                    | Walked (Day 71)                    | Walked (Day 71)  |
| Ines             | Kathrin                 | Michael            | Leon                   | Michael                            | -                  | Evicted (Day 64)     | Evicted (Day 64)       | Evicted (Day 64)     | Evicted (Day 64)    | Evicted (Day 64)               | Evicted (Day 64)     | Evicted (Day 64)                   | Evicted (Day 64)                   | Evicted (Day 64) |
| Natasha          | Not in house            | Not in house       | Leon                   | Sinan                              | Evicted (Day 57)   | Evicted (Day 57)     | Evicted (Day 57)       | Evicted (Day 57)     | Evicted (Day 57)    | Evicted (Day 57)               | Evicted (Day 57)     | Evicted (Day 57)                   | Evicted (Day 57)                   | Evicted (Day 57) |
| Jeannine         | Sheila                  | Anna               | Oliver                 | Evicted (Day 50)                   | Evicted (Day 50)   | Evicted (Day 50)     | Evicted (Day 50)       | Evicted (Day 50)     | Evicted (Day 50)    | Evicted (Day 50)               | Evicted (Day 50)     | Evicted (Day 50)                   | Evicted (Day 50)                   | Evicted (Day 50) |
| Anna             | Kathrin                 | Banned3            | Evicted (Day 36)       | Evicted (Day 36)                   | Evicted (Day 36)   | Evicted (Day 36)     | Evicted (Day 36)       | Evicted (Day 36)     | Evicted (Day 36)    | Evicted (Day 36)               | Evicted (Day 36)     | Evicted (Day 36)                   | Evicted (Day 36)                   | Evicted (Day 36) |
| Christian        | Kathrin                 | Evicted (Day 22)   | Evicted (Day 22)       | Evicted (Day 22)                   | Evicted (Day 22)   | Evicted (Day 22)     | Evicted (Day 22)       | Evicted (Day 22)     | Evicted (Day 22)    | Evicted (Day 22)               | Evicted (Day 22)     | Evicted (Day 22)                   | Evicted (Day 22)                   | Evicted (Day 22) |
| Nomination Notes | [ a 1 ]                 | /                  | [ a 4 ]                | [ a 5 ]                            | [ a 6 ]            | [ a 7 ]              | [ a 8 ]                | [ a 9 ]              | [ a 10 ]            | [ a 11 ]                       | None                 | None                               | None                               |                  |
| Walked           | none                    | none               | none                   | Kathrin                            | none               | Sheila               | none                   | none                 | none                | none                           | none                 | none                               | none                               |                  |
| Up for eviction  | Christian Kathrin Leon  | Anna Sheila        | Ines Jeannine Sheila   |                                    | Ines Oliver        | Doreen Knubbel Sinan | Knubbel Michael Oliver | Eddy Doreen Knubbel  | Basti Janine Leon   | Eddy Janine Kathrin            | Janine Knubbel       | Kathrin Knubbel Leon Michael Sonja | Kathrin Knubbel Leon Michael Sonja |                  |
| Evicted          | Christian -65.9% +34.9% | Anna -72.8% +27.2% | Jeannine -64.8% +35.2% | Natasha 4 out of 12 votes to evict | Ines -46.9% +53.1% | Sinan -67.1% +32.9%  | Oliver -70.9% +29.1%   | Doreen -56.9% +43.1% | Basti -66.9% +33.1% | Eddy 4 out of 7 votes to evict | Janine -61.8% +38.2% | Knubbel 16.0% to win (out of 5)    | Leon 17.1% to win (out of 4)       |                  |
| Evicted          | Christian -65.9% +34.9% | Anna -72.8% +27.2% | Jeannine -64.8% +35.2% | Natasha 4 out of 12 votes to evict | Ines -46.9% +53.1% | Sinan -67.1% +32.9%  | Oliver -70.9% +29.1%   | Doreen -56.9% +43.1% | Basti -66.9% +33.1% | Eddy 4 out of 7 votes to evict | Janine -61.8% +38.2% | Kathrin 20.1% to win (out of 3)    | Sonja 42.4% to win (out of 2)      |                  |

Notes
1. ↑  As the Golden Housemate of the Week, Oliver had the option to nominate a second person that would automatically up for eviction. He chose to take this offer and nominated Leon.
2. ↑  As new Housemate, Sinan had to nominate one person that would be automatically up for eviction. He chose Sheila.
3. ↑  Anna, Basti and Eddy were banned from nominating as punishment for discussing nominations.
4. ↑  As a new Housemate, Natasha was immune from getting nominated.
Sheila was automatically nominated after losing a football competition.
Jeannine was automatically nominated for having after achieving the last place in a karaoke competition.
Eddy receive a nominations point from the viewers.
5. ↑  For constant rule-braking by the household Big Brother decided to organize a snap eviction with the person who received the most votes immediately evicted.
As new housemates, Doreen and Knubbel were immune from getting evicted.
6. ↑  Nominations were voluntary, so only two Housemates nominated this week. However, as the Golden Housemate of the Week, Basti had to nominate a second person that would face the public vote. He chose Oliver.
7. ↑  As a new Housemate, Janine was immune from getting nominated.
Nominations were done in Eurovision Style, where every Housemate had to give 9 nomination points to their favourite Housemate, 8 for their second favourite all the way down to 1 point for their least favourite. The bottom three was nominated for eviction.
8. ↑  As the Golden Housemate of the Week, Eddy was immune from getting nominated. Next to this, all the females were immune.
Nominations were done face-to-face. As there was a tie for the third nomination place Eddy, as the Golden Housemate, had to choose the third nominee from either Basti or Oliver, who both received one nomination point. He chose Oliver.
9. ↑  As he came last in the marathon match, Knubbel was automatically nominated.
This weeks nominations were made by the housemates mothers (and Knubbels sister).
After the Housemates refused to complete their weekly task Big Brother decided that an extra Housemate should be up for evcition three days after the voting started. The Housemates each had to nominate someone for eviction. Eddy and Knubbel could not be nominated as they are already up for eviction. Doreen received the most nominations with 3 and was up for eviction with Eddy and Knubbel.
10. ↑  The audience voted for Eddy as being immune from getting nominated.
11. ↑  This weeks nominations were made by the public. The housemate then had to decide whom of the top 3 vote getters would be evicted.

## Big Brother (2008) – temporada 8

### Tabla de nominaciones
|                        | Week 2                        | Week 3                | Week 5              | Week 7               | Week 9               | Week 11              | Week 13                 | Week 15                 | Week 17             | Week 19             | Week 21               | Week 23              | Week 25               | FINAL Week 26                    | FINAL Week 26      | FINAL Week 26       |
| ---------------------- | ----------------------------- | --------------------- | ------------------- | -------------------- | -------------------- | -------------------- | ----------------------- | ----------------------- | ------------------- | ------------------- | --------------------- | -------------------- | --------------------- | -------------------------------- | ------------------ | ------------------- |
| Isi                    | Rebecca                       | Bianca                | Anki                | Neila                | Hassan               | Jenny                | Marcel S                | Hassan Serafino         | Tanja               | Alex                | Steffi                | Franco               | Franco                | No Nominations                   | No Nominations     | Winner              |
| Marcel                 | Not In House                  | Rebecca               | Rebecca             | Rebecca              | Rebecca              | Isi                  | Alex                    | Isi Serafino            | Isi                 | Isi                 | Steffi                | Franco               | Marcel                | No Nominations                   | No Nominations     | Runner-Up           |
| Kevin                  | Melly                         | Bianca                | Rebecca             | Rebecca              | Rebecca              | Nadine               | Alex                    | Isi Serafino            | Steffi              | Steffi              | Steffi                | Franco               | Kevin                 | No Nominations                   | No Nominations     | Evicted (Day 183)   |
| Tanja                  | Not In House                  | Not In House          | Not In House        | Not In House         | Not In House         | Not In House         | Alex                    | Alex Serafino           | Nora                | Caro                | Franco                | Alex                 | Franco                | No Nominations                   | Evicted (Day 183)  | Evicted (Day 183)   |
| Mandy                  | Not In House                  | Not In House          | Not In House        | Not In House         | Not In House         | Not In House         | Not In House            | Isi Serafino            | Steffi              | Caro                | Steffi                | Alex                 | Mandy                 | No Nominations                   | Evicted (Day 183)  | Evicted (Day 183)   |
| Franco                 | Not In House                  | Not In House          | Not In House        | Not In House         | Not In House         | Not In House         | Not In House            | Kevin Serafino          | Nora                | Alex                | Tanja                 | Alex                 | Kevin                 | Evicted (Day 176)                | Evicted (Day 176)  | Evicted (Day 176)   |
| Alex                   | Rebecca                       | Rebecca               | Rebecca             | Isi                  | Melly                | Nadine               | Kevin                   | Isi Serafino            | Tanja               | Franco              | Tanja                 | Franco               | Evicted (Day 162)     | Evicted (Day 162)                | Evicted (Day 162)  | Evicted (Day 162)   |
| Steffi                 | Not In House                  | Not In House          | Not In House        | Not In House         | Not In House         | Not In House         | Not In House            | Hassan Franco           | Nora                | -                   | Kevin                 | Evicted (Day 148)    | Evicted (Day 148)     | Evicted (Day 148)                | Evicted (Day 148)  | Evicted (Day 148)   |
| Caro                   | Not In House                  | Not In House          | Not In House        | Nadine               | Melly                | Nadine               | Alex                    | Isi Tanja               | Tanja               | Alex                | Evicted (Day 134)     | Evicted (Day 134)    | Evicted (Day 134)     | Evicted (Day 134)                | Evicted (Day 134)  | Evicted (Day 134)   |
| Nora                   | Not In House                  | Not In House          | Not In House        | Not In House         | Not In House         | Not In House         | Not In House            | Isi Franco              | Tanja               | Evicted (Day 120)   | Evicted (Day 120)     | Evicted (Day 120)    | Evicted (Day 120)     | Evicted (Day 120)                | Evicted (Day 120)  | Evicted (Day 120)   |
| Hassan                 | Melly                         | Bianca                | Anki                | Isi                  | Isi                  | Jenny                | Alex                    | Isi Nora                | Nora                | Walked (Day 115)    | Walked (Day 115)      | Walked (Day 115)     | Walked (Day 115)      | Walked (Day 115)                 | Walked (Day 115)   | Walked (Day 115)    |
| Serafino               | Not In House                  | Not In House          | Not In House        | Not In House         | Not In House         | Isi                  | Hassan                  | Alex Franco             | Evicted (Day 106)   | Evicted (Day 106)   | Evicted (Day 106)     | Evicted (Day 106)    | Evicted (Day 106)     | Evicted (Day 106)                | Evicted (Day 106)  | Evicted (Day 106)   |
| Mari                   | Not In House                  | Not In House          | Not In House        | Not In House         | Not In House         | Not In House         | Not In House            | Ejected (Day 99)        | Ejected (Day 99)    | Ejected (Day 99)    | Ejected (Day 99)      | Ejected (Day 99)     | Ejected (Day 99)      | Ejected (Day 99)                 | Ejected (Day 99)   | Ejected (Day 99)    |
| Marcel S               | Not In House                  | Not In House          | Not In House        | Not In House         | Not In House         | Nadine               | Isi                     | Evicted (Day 92)        | Evicted (Day 92)    | Evicted (Day 92)    | Evicted (Day 92)      | Evicted (Day 92)     | Evicted (Day 92)      | Evicted (Day 92)                 | Evicted (Day 92)   | Evicted (Day 92)    |
| Nadine                 | Rebecca                       | Bianca                | Anki                | Rebecca              | Caro                 | Jenny                | Walked (Day 79)         | Walked (Day 79)         | Walked (Day 79)     | Walked (Day 79)     | Walked (Day 79)       | Walked (Day 79)      | Walked (Day 79)       | Walked (Day 79)                  | Walked (Day 79)    | Walked (Day 79)     |
| Jenny                  | Not In House                  | Not In House          | Not In House        | Not In House         | Melly                | Nadine               | Evicted (Day 78)        | Evicted (Day 78)        | Evicted (Day 78)    | Evicted (Day 78)    | Evicted (Day 78)      | Evicted (Day 78)     | Evicted (Day 78)      | Evicted (Day 78)                 | Evicted (Day 78)   | Evicted (Day 78)    |
| Patrick                | Not In House                  | Not In House          | Not In House        | Neila                | Kevin                | Jenny                | Walked (Day 76)         | Walked (Day 76)         | Walked (Day 76)     | Walked (Day 76)     | Walked (Day 76)       | Walked (Day 76)      | Walked (Day 76)       | Walked (Day 76)                  | Walked (Day 76)    | Walked (Day 76)     |
| Rebecca                | Melly                         | Kevin                 | Kevin               | Nadine               | Melly                | Ejected (Day 68)     | Ejected (Day 68)        | Ejected (Day 68)        | Ejected (Day 68)    | Ejected (Day 68)    | Ejected (Day 68)      | Ejected (Day 68)     | Ejected (Day 68)      | Ejected (Day 68)                 | Ejected (Day 68)   | Ejected (Day 68)    |
| Melly                  | Rebecca                       | Rebecca               | Anki                | Rebecca              | Rebecca              | Evicted (Day 64)     | Evicted (Day 64)        | Evicted (Day 64)        | Evicted (Day 64)    | Evicted (Day 64)    | Evicted (Day 64)      | Evicted (Day 64)     | Evicted (Day 64)      | Evicted (Day 64)                 | Evicted (Day 64)   | Evicted (Day 64)    |
| Manuel                 | Not In House                  | Not In House          | Not In House        | Not In House         | Walked (Day 53)      | Walked (Day 53)      | Walked (Day 53)         | Walked (Day 53)         | Walked (Day 53)     | Walked (Day 53)     | Walked (Day 53)       | Walked (Day 53)      | Walked (Day 53)       | Walked (Day 53)                  | Walked (Day 53)    | Walked (Day 53)     |
| Neila                  | Not In House                  | Not In House          | Melly               | Melly                | Evicted (Day 50)     | Evicted (Day 50)     | Evicted (Day 50)        | Evicted (Day 50)        | Evicted (Day 50)    | Evicted (Day 50)    | Evicted (Day 50)      | Evicted (Day 50)     | Evicted (Day 50)      | Evicted (Day 50)                 | Evicted (Day 50)   | Evicted (Day 50)    |
| Anki                   | Melly                         | Kevin                 | Melly               | Evicted (Day 36)     | Evicted (Day 36)     | Evicted (Day 36)     | Evicted (Day 36)        | Evicted (Day 36)        | Evicted (Day 36)    | Evicted (Day 36)    | Evicted (Day 36)      | Evicted (Day 36)     | Evicted (Day 36)      | Evicted (Day 36)                 | Evicted (Day 36)   | Evicted (Day 36)    |
| Dirk                   | Not In House                  | Not In House          | Kevin               | Walked (Day 34)      | Walked (Day 34)      | Walked (Day 34)      | Walked (Day 34)         | Walked (Day 34)         | Walked (Day 34)     | Walked (Day 34)     | Walked (Day 34)       | Walked (Day 34)      | Walked (Day 34)       | Walked (Day 34)                  | Walked (Day 34)    | Walked (Day 34)     |
| Bianca                 | Rebecca                       | Nadine                | Evicted (Day 22)    | Evicted (Day 22)     | Evicted (Day 22)     | Evicted (Day 22)     | Evicted (Day 22)        | Evicted (Day 22)        | Evicted (Day 22)    | Evicted (Day 22)    | Evicted (Day 22)      | Evicted (Day 22)     | Evicted (Day 22)      | Evicted (Day 22)                 | Evicted (Day 22)   | Evicted (Day 22)    |
| Adrian                 | Ejected (Day 8)               | Ejected (Day 8)       | Ejected (Day 8)     | Ejected (Day 8)      | Ejected (Day 8)      | Ejected (Day 8)      | Ejected (Day 8)         | Ejected (Day 8)         | Ejected (Day 8)     | Ejected (Day 8)     | Ejected (Day 8)       | Ejected (Day 8)      | Ejected (Day 8)       | Ejected (Day 8)                  | Ejected (Day 8)    | Ejected (Day 8)     |
|                        |                               |                       |                     |                      |                      |                      |                         |                         |                     |                     |                       |                      |                       |                                  |                    |                     |
| Notes                  | [ b 1 ]                       | [ b 2 ]               | [ b 3 ]             | [ b 4 ]              | [ b 5 ]              | [ b 6 ]              | [ b 7 ]                 | [ b 8 ]                 | [ b 9 ]             | [ b 10 ]            | [ b 11 ]              | [ b 12 ]             | [ b 14 ]              | (none)                           | (none)             |                     |
| Nominated For Eviction | Melly, Rebecca                | Bianca, Rebecca       | Anki, Rebecca       | Isi, Nadine, Neila   | Melly, Patrick       | Isi, Jenny           | Hassan, Isi, Marcel S   | Alex, Serafino          | Isi, Nora, Tanja    | Alex, Caro          | Steffi, Tanja         | Alex, Franco, Marcel | Franco, Kevin, Tanja  | Isi, Kevin, Mandy, Marcel, Tanja | Isi, Kevin, Marcel | Isi, Marcel         |
| Evicted                | Rebecca 5 of 9 votes to evict | Bianca 90.8% to evict | Anki 90.6% to evict | Neila 67.2% to evict | Melly 73.3% to evict | Jenny 69.5% to evict | Marcel S 60.5% to evict | Serafino 81.5% to evict | Nora 81.3% to evict | Caro 71.5% to evict | Steffi 66.8% to evict | Alex 73.3% to evict  | Franco 74.4% to evict | Mandy 2.4% to win                | Kevin 10.1% to win | Marcel 45.4% to win |
| Evicted                | Melly 4 of 9 votes to evict   | Bianca 90.8% to evict | Anki 90.6% to evict | Neila 67.2% to evict | Melly 73.3% to evict | Jenny 69.5% to evict | Marcel S 60.5% to evict | Serafino 81.5% to evict | Nora 81.3% to evict | Caro 71.5% to evict | Steffi 66.8% to evict | Alex 73.3% to evict  | Franco 74.4% to evict | Tanja 4.9% to win                | Kevin 10.1% to win | Isi 54.6% to win    |

Notes
1. ↑  As new Housemates Anki and Nadine were Immune - they could Nominate but not be Nominated. The Housemates were voting for who they wanted to Evict and the two Housemates with the most votes were fake Evicted. They returned to the House the following day.
2. ↑  The Public Voted for which team (the Rich Team or the Poor Team) they wanted to be immune from Nomination. They chose the Poor Team and hence Alex, Anki, Isi, Marcel and Melly are safe from Nomination this Week. When voting the Public can vote to save a Housemate, or to Evict a Housemate. The Evictee is decided by the Housemate who has, of their total, the highest percentage of Evict votes. For example this week, of all the votes cast to save/evict her 90.8% of Bianca's votes were to Evict her. Whereas only 47.0% of Rebecca's votes were to Evict her. Therefore, with the higher percentage of evict votes, Bianca was Evicted.
3. ↑  This Week the Public were allowed to Nominate for 2 points. They chose Nadine to Nominate, although this had no effect. As new Housemates Dirk and Neila were Immune.
4. ↑  Caro, as a new Housemate, was Immune this Week. The Public also selected Rebecca to be Immune. Had she not been chosen for Immmunity, Rebecca would have faced the Public Vote this Week.
5. ↑  This Week Housemates (apart from Jenny who, as a new Housemate, is Immune) grouped together into pairs of Alex & Caro, Hassan & Nadine, Isi & Rebecca, Kevin & Marcel and Melly & Patrick. They Nominated individually, but each individual Nomination for them also counted as a Nomination for their partner. After Nominations Isi & Rebecca and Melly & Patrick both had the most Nominations with 4 each and, with 79.1% of the Vote, Melly and Patrick were chosen to face the Public Vote this Week.
6. ↑  Marcel S and Serafino were Immune as new Housemates. Nadine was also chosen by the Public to be Immune - if she had not been Immune she would have faced the Public Vote.
7. ↑  This Week it was the Housemate with the MOST Nominations who would get to choose the three Nominees. Tanja was Immune as a new Housemate, and Serafino was also chosen for Immunity by the Public. Alex received the most Nomination Points with 5 and was hence immune and in charge of choosing the three Nominees. He selected Hassan, Isi and Marcel S.
8. ↑  Mandy was immune as a new Housemate and Isi won immunity in a public vote. Thie week, the Housemates made 2 Nominations, the first Nomination was for an "Old Housemate" (shown in the top of the Nomination Box) and the second Nomination was for a "New Housemate". A New Housemates is considered as any that entered on or after Day 64 (Franco, Mandy, Nora, Serafino, Steffi and Tanja). Serafino received the most votes for the new Housemates and faced the Public Vote. Out of the old Housemates Isi received the most votes, but had already been chosen for Immunity. Alex and Hassan were next, and the Public chose Alex to face the Public Vote alongside Serafino.
9. ↑  This week the one Housemate with the most nominations would be up for eviction. That Housemate then has to choose another two Housemates (one old and one new) to be also up for eviction. As both Nora and Tanja received the most nominations with 4 each, the public decided which should be the first nominee and chose Nora, who then selected Isi and Tanja to join her as Nominees.
10. ↑  This Week it was the Housemate's mothers who Nominated on the Housemate's behalf's. Steffi's mother declined to take part and therefore forefeited Steffi's Nomination. Marcel was Immune after being chosen by the Public.
11. ↑  The Public chose Marcel to be Immune this Week.
12. ↑  All female Housemates were immune this Week. The Public decided that Marcel should automatically face the Public Vote as punishment for rule breaking and Marcel was hence automatically Nominated alongside the two Nominees.
13. In the final round of Nominations Housemates were allowed to Nominate themselves. Isi was awarded immunity by the Public.
14. ↑  From now on all Housemates will automatically face the Public Vote to win.

## Big Brother (2009) – temporada 9

### Tabla de nominaciones
|                 | #1                       | #2                                                                                      | #3                       | #4                       | #5                       | #6                         | #7                               | #8                                                           | #9                              | #10                | #11                | #12                | #13                | #14                | #15                | #16                | #17                | #18                | #19                | #20                | FINAL              |                  |
| --------------- | ------------------------ | --------------------------------------------------------------------------------------- | ------------------------ | ------------------------ | ------------------------ | -------------------------- | -------------------------------- | ------------------------------------------------------------ | ------------------------------- | ------------------ | ------------------ | ------------------ | ------------------ | ------------------ | ------------------ | ------------------ | ------------------ | ------------------ | ------------------ | ------------------ | ------------------ | ---------------- |
| Alex            | Aún no estaba en la casa | Aún no estaba en la casa                                                                | Aún no estaba en la casa | Aún no estaba en la casa | Aún no estaba en la casa | Aún no estaba en la casa   | Aún no estaba en la casa         | Aún no estaba en la casa                                     | Aún no estaba en la casa        |                    |                    |                    |                    |                    |                    |                    |                    |                    |                    |                    |                    |                  |
| Annina          | Aún no estaba en la casa | Aún no estaba en la casa                                                                | Aún no estaba en la casa | Not eligible             | Exenta                   | Madeleine                  | Geraldine                        | Nominated                                                    | Sascha S.                       |                    |                    |                    |                    |                    |                    |                    |                    |                    |                    |                    |                    |                  |
| Beni            | Madeleine                | Delia                                                                                   | Not eligible             | Not eligible             | Oliver                   | Sascha S.                  | Sascha S.                        | Exempt                                                       | Madeleine                       |                    |                    |                    |                    |                    |                    |                    |                    |                    |                    |                    |                    |                  |
| Daniel          | Danny                    | Delia                                                                                   | Delia Jana               | Not eligible             | Nominated                | Sascha S.                  | Claudia                          | Exempt                                                       | Annina                          |                    |                    |                    |                    |                    |                    |                    |                    |                    |                    |                    |                    |                  |
| Geraldine       | Danny                    | Delia                                                                                   | Not eligible             | Not eligible             | Madeleine                | Annina                     | Knubbel                          | Nominated                                                    | Madeleine                       |                    |                    |                    |                    |                    |                    |                    |                    |                    |                    |                    |                    |                  |
| Jana            | Danny                    | Andy                                                                                    | Not eligible             | Not eligible             | Beni                     | Sascha S.                  | Sascha S.                        | Exempt                                                       | Sascha S.                       |                    |                    |                    |                    |                    |                    |                    |                    |                    |                    |                    |                    |                  |
| Madeleine       | Danny                    | Eisi                                                                                    | Not eligible             | Not eligible             | Andy                     | Knubbel                    | Knubbel                          | Exempt                                                       | Geraldine                       |                    |                    |                    |                    |                    |                    |                    |                    |                    |                    |                    |                    |                  |
| Marcel          | Not in house             | Not in house                                                                            | Not in house             | Not in house             | Not in house             | Beni                       | Beni                             | Nominated                                                    | Jana                            |                    |                    |                    |                    |                    |                    |                    |                    |                    |                    |                    |                    |                  |
| McFly           | Not in house             | Not in house                                                                            | Not in house             | Not in house             | Not in house             | Not in house               | Not in house                     | Not in house                                                 | Jana                            |                    |                    |                    |                    |                    |                    |                    |                    |                    |                    |                    |                    |                  |
| Orhan           | Danny                    | Jana                                                                                    | Not eligible             | Not eligible             | Oliver                   | Geraldine                  | Claudia                          | Nominated                                                    | Jana                            |                    |                    |                    |                    |                    |                    |                    |                    |                    |                    |                    |                    |                  |
| Sascha          | Danny                    | Delia                                                                                   | Not eligible             | Not eligible             | Nominated                | Claudia                    | Claudia                          | Nominated                                                    | Jana                            |                    |                    |                    |                    |                    |                    |                    |                    |                    |                    |                    |                    |                  |
| Sascha S.       | Not in house             | Not in house                                                                            | Not in house             | Not in house             | Not in house             | Beni                       | Claudia                          | Nominated                                                    | Jana                            |                    |                    |                    |                    |                    |                    |                    |                    |                    |                    |                    |                    |                  |
| Sonja           | Not in house             | Not in house                                                                            | Not in house             | Not in house             | Not in house             | Not in house               | Annina                           | Nominated                                                    | Evicted (Day 78)                | Evicted (Day 78)   | Evicted (Day 78)   | Evicted (Day 78)   | Evicted (Day 78)   | Evicted (Day 78)   | Evicted (Day 78)   | Evicted (Day 78)   | Evicted (Day 78)   | Evicted (Day 78)   | Evicted (Day 78)   | Evicted (Day 78)   | Evicted (Day 78)   |                  |
| Knubbel         | Not in house             | Not in house                                                                            | Not in house             | Not in house             | Not in house             | Madeleine                  | Sonja                            | Nominated                                                    | Evicted (Day 78)                | Evicted (Day 78)   | Evicted (Day 78)   | Evicted (Day 78)   | Evicted (Day 78)   | Evicted (Day 78)   | Evicted (Day 78)   | Evicted (Day 78)   | Evicted (Day 78)   | Evicted (Day 78)   | Evicted (Day 78)   | Evicted (Day 78)   | Evicted (Day 78)   |                  |
| Claudia         | Not in house             | Not in house                                                                            | Not in house             | Not eligible             | Exempt                   | Sascha                     | Sascha                           | Evicted (Day 71)                                             | Evicted (Day 71)                | Evicted (Day 71)   | Evicted (Day 71)   | Evicted (Day 71)   | Evicted (Day 71)   | Evicted (Day 71)   | Evicted (Day 71)   | Evicted (Day 71)   | Evicted (Day 71)   | Evicted (Day 71)   | Evicted (Day 71)   | Evicted (Day 71)   | Evicted (Day 71)   |                  |
| Andy            | Danny                    | Delia                                                                                   | Not eligible             | Not eligible             | Jana                     | Madeleine                  | Evicted (Day 57)                 | Evicted (Day 57)                                             | Evicted (Day 57)                | Evicted (Day 57)   | Evicted (Day 57)   | Evicted (Day 57)   | Evicted (Day 57)   | Evicted (Day 57)   | Evicted (Day 57)   | Evicted (Day 57)   | Evicted (Day 57)   | Evicted (Day 57)   | Evicted (Day 57)   | Evicted (Day 57)   | Evicted (Day 57)   |                  |
| Cathy           | Danny                    | Delia                                                                                   | Not eligible             | Not eligible             | Nominated                | Evicted (Day 43)           | Evicted (Day 43)                 | Evicted (Day 43)                                             | Evicted (Day 43)                | Evicted (Day 43)   | Evicted (Day 43)   | Evicted (Day 43)   | Evicted (Day 43)   | Evicted (Day 43)   | Evicted (Day 43)   | Evicted (Day 43)   | Evicted (Day 43)   | Evicted (Day 43)   | Evicted (Day 43)   | Evicted (Day 43)   | Evicted (Day 43)   | Evicted (Day 43) |
| Oliver          | Not in house             | Eisi                                                                                    | Not eligible             | Not eligible             | Beni                     | Evicted (Day 43)           | Evicted (Day 43)                 | Evicted (Day 43)                                             | Evicted (Day 43)                | Evicted (Day 43)   | Evicted (Day 43)   | Evicted (Day 43)   | Evicted (Day 43)   | Evicted (Day 43)   | Evicted (Day 43)   | Evicted (Day 43)   | Evicted (Day 43)   | Evicted (Day 43)   | Evicted (Day 43)   | Evicted (Day 43)   | Evicted (Day 43)   | Evicted (Day 43) |
| Delia           | Danny                    | Eisi                                                                                    | Not eligible             | Evicted (Day 36)         | Evicted (Day 36)         | Evicted (Day 36)           | Evicted (Day 36)                 | Evicted (Day 36)                                             | Evicted (Day 36)                | Evicted (Day 36)   | Evicted (Day 36)   | Evicted (Day 36)   | Evicted (Day 36)   | Evicted (Day 36)   | Evicted (Day 36)   | Evicted (Day 36)   | Evicted (Day 36)   | Evicted (Day 36)   | Evicted (Day 36)   | Evicted (Day 36)   | Evicted (Day 36)   |                  |
| Eisi            | Danny                    | Delia                                                                                   | Expulsado (Day 29)       | Expulsado (Day 29)       | Expulsado (Day 29)       | Expulsado (Day 29)         | Expulsado (Day 29)               | Expulsado (Day 29)                                           | Expulsado (Day 29)              | Expulsado (Day 29) | Expulsado (Day 29) | Expulsado (Day 29) | Expulsado (Day 29) | Expulsado (Day 29) | Expulsado (Day 29) | Expulsado (Day 29) | Expulsado (Day 29) | Expulsado (Day 29) | Expulsado (Day 29) | Expulsado (Day 29) | Expulsado (Day 29) |                  |
| Desi            | Not in house             | Nominated                                                                               | Evicted (Day 29)         | Evicted (Day 29)         | Evicted (Day 29)         | Evicted (Day 29)           | Evicted (Day 29)                 | Evicted (Day 29)                                             | Evicted (Day 29)                | Evicted (Day 29)   | Evicted (Day 29)   | Evicted (Day 29)   | Evicted (Day 29)   | Evicted (Day 29)   | Evicted (Day 29)   | Evicted (Day 29)   | Evicted (Day 29)   | Evicted (Day 29)   | Evicted (Day 29)   | Evicted (Day 29)   | Evicted (Day 29)   |                  |
| Danny           | Beni                     | Evicted (Day 22)                                                                        | Evicted (Day 22)         | Evicted (Day 22)         | Evicted (Day 22)         | Evicted (Day 22)           | Evicted (Day 22)                 | Evicted (Day 22)                                             | Evicted (Day 22)                | Evicted (Day 22)   | Evicted (Day 22)   | Evicted (Day 22)   | Evicted (Day 22)   | Evicted (Day 22)   | Evicted (Day 22)   | Evicted (Day 22)   | Evicted (Day 22)   | Evicted (Day 22)   | Evicted (Day 22)   | Evicted (Day 22)   | Evicted (Day 22)   |                  |
| Notes           | [ c 1 ]                  | [ c 2 ]                                                                                 | [ c 3 ]                  | [ c 4 ]                  | [ c 5 ]                  | [ c 6 ]                    | [ c 7 ]                          | [ c 8 ]                                                      | [ c 9 ]                         |                    |                    |                    |                    |                    |                    |                    |                    |                    |                    |                    |                    |                  |
| Up for eviction | Danny Madeleine          | Andy Beni Cathy Daniel Delia Eisi Geraldine Jana Madelainainaa Orhan Sascha Desi Oliver | Delia Jana               | Cathy Daniel Sascha      | Beni Oliver              | Andy Annina Beni Madeleine | Claudia Knubbel Sascha Sascha S. | Annina Geraldine Knubbel Marcel Orhan Sascha S. Sascha Sonja | Annina Jana Madeleine Sascha S. |                    |                    |                    |                    |                    |                    |                    |                    |                    |                    |                    |                    |                  |
| Evicted         | Danny 56.9% to evict     | Eisi 3 votes to evict Desi 67.9% to evict                                               | Delia 82.4% to evict     | Cathy 54.9% to evict     | Oliver 81.0% to evict    | Andy 66.0% to evict        | Claudia 80.4% to evict           | Knubbel 80.9% to evict Sonja 66.0% to evict                  |                                 |                    |                    |                    |                    |                    |                    |                    |                    |                    |                    |                    |                    |                  |

- Housemates living on the hell side of the house
- Housemates living on the heaven side of the house

Notes
1. ↑  Only the housemates on the hell side of the house could be nominated. As new housemates, Eisi and Jana were immune from getting nominated. The audience saved Beni from being up for eviction.
2. ↑  There were two separate evictions on day 29, one for the housemates who entered in the first 8 days, which was decided by a housemate vote. The other eviction was for Desi and n Christmas Eve, which should have been decided by the heavenly housemates, but the initial vote resulted in a tie. Therefore the public had to evict one of them.
3. ↑  Eisi, who was evicted in the last eviction, had to choose one person to nominate two people for eviction as "revenge" for his eviction. He chose Daniel.
4. ↑  Delia, who was evicted on Day 36, had to choose three housemates to be automatically up for eviction.She chose Daniel, Cathy, and Sascha.
5. ↑  The 7 housemates not nominated for eviction in round four had to choose one housemate who they wanted to be evicted. Beni and Oliver both received 2 votes so the public had to decide between the two of them who they wanted to evict.
6. ↑  All housemates have to nominate as normal. The 3 or more housemates with the most votes are up for eviction. The public could choose one housemate to be immune for eviction. They chose Sascha S. Sascha S. had to choose one of the housemates, who received 1 nomination vote, to replace him. He chose Annina. Andy came up for eviction due to persistant rule breaking.
7. ↑  All housemates have to nominate as normal. Beni, Daniel, Knubbel, Sascha, and Sascha S. were drilled by a drill instructor. The drill instructor decides who gets nominated because of a weak performance. He chose Sascha.
8. ↑  Housemates were asked which housemates should live in Hell for the following week. What they didn't know was that all housemates living in Hell would be immune from eviction. Beni, Daniel, Jana, and Madeleine volunteered and therefore were immune from eviction. There was a surprise double eviction.
9. ↑  Housemates nominated one person. Geraldine was saved from the public vote by the audience.